# Виейра, Соня Мария
Соня Мария Виейра Рабиновиц (порт. Sonia Maria Vieira Rabinovitz; род. 11 ноября 1944, Рио-де-Жанейро) — бразильская пианистка и музыкальный педагог.

## Биография
Начала заниматься музыкой под руководством Аллана Феликса Созы (фортепиано) и Марии Луизы Приолли, затем окончила Бразильскую консерваторию (1962) по классу фортепиано Марии Жозе Майя, далее училась в Национальной школе музыки у Элзиры Амабиле. Совершенствовала своё мастерство под руководством Жака Клейна. В 1965 году выиграла Национальный конкурс пианистов, после чего на протяжении двух лет продолжала обучение в Лейпцигской высшей школе музыки у Хайнца Фольгера.
Гастролировала в США, Франции, Англии, Италии, Испании, Израиле, Мексике, Венесуэле, Коста-Рике. Записала 27 альбомов с произведениями бразильской фортепианной музыки. Среди композиторов, посвящавших ей свои произведения, — Сезар Герра Пейши, Давид Коренкендлер, Мария Элена Розас Фернандес.
Преподавала в Национальной школе музыки, в 1992—1994 гг. её директор. В 1994 г. избрана действительным членом Бразильской академии музыки.